# الكسندر بروير
الكسندر بروير (3 نوفمبر 1989 في هولندا - ) (بالهولندية: Alexander Brouwer)‏ هو لاعب كرة طائرة شاطئية ولاعب كرة طائرة مملكة هولندا. شارك في الكرة الطائرة في الألعاب الأولمبية الصيفية 2016.

## وصلات خارجية
- الكسندر بروير على موقع الاتحاد الدولي beach volleyball database (الإنجليزية)
- الكسندر بروير على موقع الاتحاد الأوروبي (الإنجليزية)
- الكسندر بروير على موقع قاعدة بيانات الكرة الطائرة الشاطئية (الإنجليزية)
- الكسندر بروير على موقع اللجنة الأولمبية الدولية (الإنجليزية)
- الكسندر بروير على موقع أوليمبيديا (الإنجليزية)
- الكسندر بروير على موقع تيم أن.أل (الهولندية)